# Horizon Zero Dawn
Horizon Zero Dawn je akční videohra na hrdiny z roku 2017 vytvořená společností Guerrilla Games a vydaná Sony Interactive Entertainment. Jedná se o první díl videoherní série Horizon. Děj hry sleduje mladou lovkyni Aloy, která se ve světě vzdálené budoucnosti plném robotických zvířat snaží odhalit svou minulost a zabránit vzrůstající hrozbě. Hráč používá střelné zbraně, oštěp a stealth k boji s mechanickými tvory a jinými druhy nepřátel. Dovednostní strom poskytuje hráči nové schopnosti a výhody. Hráč může volně prozkoumávat otevřený svět, aby objevoval nová území a plnil nejrůznější vedlejší úkoly. Hra byla roku 2017 vydána pro PlayStation 4 a roku 2020 i pro Microsoft Windows.
Horizon Zero Dawn je první intelektuální kapitál společnosti Guerrilla Games od dob videohry Killzone z roku 2004 a jejich první videohra na hrdiny. Vývoj začal roku 2011 po dokončení Killzone 3, přičemž režie se ujal Mathijs de Jonge. Herní engine Decima byl původně vytvořen pro Killzone: Shadow Fall, ovšem pro potřeby Horizon Zero Dawn byl upraven. Jelikož je hra zasazena do postapokalyptického světa, pro účely prostředí byli zkonzultováni antropologové, jak by asi vypadal svět za tisíc let bez vlivu člověka. Na soundtrack dohlížel skladatel Joris de Man s přispěním od kapely The Flight.
Horizon Zero Dawn byl chválen kritiky za otevřený svět, příběh, vizuál, bojový systém, charakterizaci a hlasové výkony dabérky Ashly Burch; na druhou stranu kritiku schytaly dialogy, přímý souboj s kontaktními zbraněmi a modely postav. Hra získala několik ocenění a k únoru 2022 se prodalo přes dvacet milionů kopií, což ze hry činí jednu z nejprodávanějších her na PlayStation 4. V listopadu 2017 bylo vydáno příběhové rozšíření The Frozen Wilds. Přímé pokračování, Horizon Forbidden West bylo dne 18. února 2022 vydáno pro PlayStation 4 a PlayStation 5. Netflix momentálně vytváří seriál na motivy hry.

## Hratelnost
Horizon Zero Dawn je akční videohra na hrdiny hraná z pohledu třetí osoby. Hráč se ujímá role Aloy, mladé lovkyně, která se toulá postapokalyptickou krajinou, jíž brázdí robotičtí tvorové. Aloy může zabít nepřátele různými způsoby – nastavit pasti, jako třeba dráty za použití drátometu (Tripcaster), střílet po nich šípy, používat výbušniny, anebo bojovat s oštěpem. Strojní součástky, jako je elektronika a kusy kovu, jsou klíčové pro přežití; Aloy je může sbírat ze zbytků poražených strojů a dále je zužitkovat k výrobě munice, brašen se surovinami, váčků, toulců, odolnosti, protilátek, ozdravných lektvarů a pastí. Jednotlivé zbraně lze modifikovat pro větší poškození protivníka. Aloy nosí na spánku fokus, malé zařízení, které skenuje stroje a odhaluje jejich slabiny, úroveň a součástky, které z nich lze získat. Jeden ze strojů, Stalker, se však dovede zamaskovat pomocí pokročilé technologie, a svede tak fokus oklamat. Stroje útočí formou obrany či přímého útoku a v každém případě na hrozbu reagují buďto přímým výpadem brutální silou, či palbou projektilů. Po vzoru divokých zvířat se některé stroje sdružují ve stádech, v případě strojů schopných letu v hejnech. Stroje na sebe vzájemně neútočí, pokud nejsou hacknuty pomocí ovladače či zasaženy kazivým šípem (corruption arrow). Aloy se také občas střetne s lidskými protivníky, jako jsou bandité a členové kultu Eclipse.
Aloy se může uhýbat, utíkat, sklouznout nebo udělat přemet, aby se vyhnula nepřátelským útokům. Nečekaný útok z krytu v listoví může vést k okamžité porážce nepřítele. Díky plavání lze nenápadně dosáhnout nepřátel nebo míst, kam se po souši nedá dostat. Pomocí ovládacího nástroje je Aloy schopna hacknout určité stroje, z nichž některé lze využít jako jezdecká zvířata. Po prozkoumání ruin ze starého světa, takzvaných Cauldrons, se odemknou další stroje, které lze hacknout. V dovednostním stromu jsou celkem tři kategorie: „Prowler“ (volně přeloženo jako Tulák) soustřeďující se na stealth, „Brave“ (Odvážlivec) zlepšuje bojeschopnost a „Forager“ (Sklízeč) zrychluje faktor léčení a zlepšuje možnosti sběru. K zvyšování úrovně postavy slouží zkušenosti, které lze získat plněním úkolů a zabitím nepřátel. Vylepšení v každé kategorii vede k zručnějšímu využití již naučených schopností: „Prowler“ vede k tichým zabitím, „Brave“ ke zpomalení obrazu při míření lukem a „Forager“ ke zvětšení váčku na léčiva. Díky rozšíření The Frozen Wilds přibyl „Traveler“ (Cestovatel), který odemyká schopnost seskočit z jízdního zvířete a zaútočit tak na nepřátele. Hra jako taková má zcela otevřený svět s cyklem dne a noci a dynamickým systémem počasí.
Mapa se skládá z oblastí lesů, džunglí, pouští a savan a zasněžených hor. Horský terén lze překonat pomocí parkouru a lanovek. Zkažené zóny (Corrupted Zones) představují oblasti, které zvyšují obtížnost a jsou obývány zkaženými stroji, které se chovají mnohem agresivněji. Aby hráč odhalil větší část mapy, musí vylézt na vrchol mohutných strojů připomínající žirafy, takzvané Tallnecks. Ve hře je přítomno celkem dvacet pět různých druhů strojů. Jakmile hráč objeví ohniště, lze jej použít jako bod pro uložení hry nebo pro rychlé cestování mezi jednotlivými ohništi. Nabídka vedlejších úkolů postupně vzrůstá s navyšující se úrovní hlavní postavy a slouží k prozkoumání příběhového pozadí jednotlivých kmenů, zatímco hlavní příběh se plynule odvíjí a pokrývá celou herní mapu. Vedlejší úkoly zahrnují činnosti jako je sběr materiálů, záchrana člověka ve smrtelném nebezpečí, řešení záhad, převzetí kontroly nad tábory banditů, likvidace zločinců a obtížnějších strojů, plnění různých výzev na kterémkoliv z pěti lovišť, a získání dávné zbroje, díky níž je Aloy takřka nezranitelná. Dialogové kolo je používáno k různorodé komunikaci s nehratelnými postavami. Ve hře jsou též sběratelské předměty, jako vizuální informace z Dávného světa (Old World) poskytující více detailů na příběhové pozadí, kovové květiny se zakódovanou poezií a staré relikvie, jako jsou dávné hrnky či kmenové artefakty.

## Příběh

### Zasazení
Příběh je zasazen do postapokalyptických Spojených států, konkrétně se odehrává v 31. století mezi bývalými státy Colorado, Wyoming a Utah. Lidé žijí v rozptýlených primitivních kmenech s různou úrovní technologického rozvoje. Jejich technologicky vyspělí předkové, lidstvo naší doby, jsou označováni jako „Dávní“ (anglicky Old Ones). Velcí robotičtí tvorové, známí jednoduše jako „stroje“, brázdí krajinou po celé Zemi. Ve většině případů mírumilovně žijí bok po boku s lidmi, ovšem ti je občas loví kvůli součástkám. Bohužel, jistý fenomén známý jako „Porucha“ (Derangement) způsobuje, že stroje jsou vůči lidem agresivnější a objevují se mnohem nebezpečnější modely. Na území herní mapy jsou celkem čtyři lidské kmeny: Nora, Banuk, Carja a Oseram. Nora jsou nelítostní lovci a sběrači žijící v horách, kteří uctívají přírodu jako svou „Všematku“ (All-Mother). Carja jsou pouštní stavitelé měst, kteří uctívají Slunce. Banuk se skládá z potulných klanů složených z lovců a šamanů, kteří žijí v zasněžených horách (dnešní Yellowstonský národní park) a uctívají stroje a jejich „písně“. Oseram jsou znalci metalurgie a skvělí řemeslníci, známí pro svou práci s kovy, pokročilé zbraně a bojovné schopnosti.

### Děj
Úvodní pasáž sleduje mladou dívku Aloy, kterou vychovává její adoptivní otec Rost. Společně žijí na okraji území kmene Nora, jelikož jsou oba vyhnanci. Jednoho dne Aloy při obchůzce spadne do jeskyně, v níž nalezne ruiny z Dávného světa (v anglickém originále Old World). Zde nalezne fokus, malé zařízení vkládané na spánek, které vytváří rozšířenou realitu a umožňuje jí vidět sken okolního prostředí. Později s Rostem dorazí do vesnice, kde jsou k ní ostatní děti hrubé, a proto se začne vyptávat na svou minulost a důvod vyhnanství. Rost odpoví, že pravdu znají pouze vůdkyně kmene, Matriarchy, ale vyhnanec nemá právo se jich na něco ptát. Přesto existuje možnost, jak si vysloužit jejich přízeň: zvítězit v Dokázání (Proving), náročné soutěži o právo stát se Odvážným Nory (Nora Brave) a potažmo plnohodnotným členem kmene. Kdokoliv, kdo dokončí soutěž se stane Odvážným, ale vítěz navíc může o cokoliv požádat Matriarchy. Aloy se tedy rozhodne pro tuto možnost a následující roky stráví v tvrdém výcviku pod Rostovým vedením.
Po dosažení devatenácti let je Aloy dovoleno zúčastnit se festivalu vedoucího k Dokázání. Většina vesničanů se k ní chová s nedůvěrou a opovržením. Záhy do vesnice přijde skupina cizinců, která předá poselství míru od Slunečního krále kmene Carja, Avada. Jeden z cizinců, Olin z kmene Oseram taktéž nosí fokus, ovšem odmítá Aloy cokoliv prozradit. Vzápětí dojde na samotné Dokázání, které Aloy s vypětím sil vyhraje, napadnou je však maskovaní kultisté a povraždí většinu zúčastněných. Helisovi, vůdci kultu, který má také fokus, se téměř podaří zabít Aloy, ale za cenu vlastního života jí zachrání Rost. Když se Aloy o nějakou dobu později probere, jedna z Matriarch jí vysvětlí, že ji nalezly jako opuštěné nemluvně před zapečetěnými vraty uvnitř posvátné hory. Aby Aloy nalezla odpovědi, musí odejít z území Nory, pročež jí Matriarchy jmenují Hledačem (Seeker) a umožní tak odchod z Posvátné země (Sacred Land).
Aloy vypátrá Olina, který vysvětlí, že kultisté jsou odpadlickou odnoží Carjů jménem Zatmění (Eclipse), a že je pro ně přinucen pracovat kvůli bezpečí své rodiny. Dále vysvětlí, že uctívají a poslouchají ďábla jménem Hádes, a že jdou Aloy po krku kvůli její velké podobnosti s neznámou ženou s krátkými vlasy. Na závěr Olin prozradí, že obraz oné ženy viděl v Tvůrcově konci (Makerʼs End). Aloy se vydá na zmíněné místo, kde se nachází trosky firemního kampusu společnosti Faro Automated Solutions. Zde zjistí, že Dávný svět byl zničen před téměř tisíci lety, když Faro ztratilo kontrolu nad svými automatizovanými vojenskými roboty. Tyto válečné stroje, které se dovedou replikovat a spotřebovávají biomasu jako palivo, zamořily celou planetu a kompletně zlikvidovaly biosféru. Byla to ona neznámá žena, ve skutečnosti vědkyně Dr. Elisabet Sobecková, která přišla s řešením této katastrofy: tajný projekt Zero Dawn.
Aloy zkontaktuje Sylens, poutník, který chce zjistit co možná nejvíc informací o Dávných (Old Ones). Aloy se dopátrá faktu, že Zero Dawn vznikl v Orbitální zážehové základně (Orbital Launch Base), a Sylens jí prozradí, že toto zařízení se nachází pod městem Sunfall, sídlem kultu Zatmění. Aloy se dostane do základny a zde objeví, že Zero Dawn je rozsáhlá podzemní síť databází, továren a klonovacích zařízení řízená vyspělou umělou inteligencí jménem GAIA. Jakmile Farovy roboti vyhladili veškerý život, GAIA je deaktivovala a začala s terraformací Země a obnovou života a lidského druhu díky uloženým vzorkům DNA. Samotná GAIA byla tvořena z několika podsystémů, každý se specifickým účelem:
- MINERVA – Vytvořila a následně odeslala deaktivační kódy, které vypnuly Farovy stroje.
- HEFAISTOS – Zodpovědný za tvorbu terraformačních automatizovaných strojů ve specifických zařízeních zvaných Kotle (Cauldrons). Jsou to právě jeho stroje, s nimiž lidé žijí bok po boku.
- AITHÉR – Detoxikace zemské atmosféry.
- POSEIDON – Detoxikace zemské hydrosféry.
- DEMETER – Obnova zemské flóry z uchovaných genetických materiálů.
- ARTEMIDA – Obnova zemské fauny z uchovaných genetických materiálů.
- EILEITHYA – Obnova lidského druhu z uchovaných genetických materiálů. K tomu sloužily takzvané Kolébky (Cradles), zařízení s potřebnou technikou, jako jsou klonovací stroje, umělé dělohy a robotičtí pečovatelé.
- APOLLON – Uchoval veškerou lidskou historii, kulturní dědictví a vědění, aby se od něj nové generace lidí mohly učit a neopakovaly chyby svých předků.
- HÁDES – Kontrolovaná likvidace biosféry, pokud by výsledek projektu Zero Dawn nebyl vyhovující pro trvalé udržení života a lidské rasy. GAIA by díky tomu mohla začít odznovu.

Aloy nalezne kancelář Dr. Sobeckové a stáhne si její registr, aby mohla otevřít vrata v posvátné hoře kmene Nora. Je však zajata Helisem a odsouzena k smrti v aréně, ale s Sylensovou pomocí uprchne. Vzápětí se vrátí do Posvátné země, kde pomůže Noranům odrazit nájezd kultistů a otevře zapečetěná vrata. Zde nalezne několik let starou nahrávku od GAIY, která vysvětlí, že obdržela přenos dat neznámého původu. Tento tajemný signál způsobil, že se každý z jejích podsystémů osamostatnil a vymknul kontrole. HÁDES se pokusil převzít kontrolu nad jejími funkcemi, a aby mu v tom GAIA zabránila, zničila samu sebe. Obnova Země tak nebyla zcela dokončena. Ještě před tímto sebevražedným aktem stvořila klon Dr. Sobeckové v naději, že jednoho dne najde tuto zprávu, zastaví HÁDA a obnoví Zero Dawn: oním klonem je samozřejmě Aloy.
Aloy, rozhodnutá dokončit, pro co byla stvořena, zamíří do GAIA Prime, trosek zařízení, kde GAIA měla své jádro, a kde se nachází univerzální ovladač (Master Override), jediná věc na světě schopná zničit HÁDA. Ovladač zde skutečně najde, ale mimoto zjistí, že Dr. Sobecková obětovala svůj život, aby zabránila Farovým strojům v nalezení a zničení GAIY. Dále vyjde najevo, že Theodore Faro, zakladatel a výkonný ředitel společnosti Faro Automated Solutions po smrti Dr. Sobeckové zavraždil všechny hlavní vědce Zero Dawn a sabotoval APOLLONA, aby se budoucí generace lidí nikdy nedozvěděly, že právě on způsobil konec světa. Z toho důvodu je všechno vědění ztraceno a lidé jsou na primitivní úrovni.
Sylens přizná, že právě on poprvé objevil HÁDA a je jedním ze zakladatelů Zatmění, ovšem přeje si odčinit své chyby. S jeho pomocí Aloy dojde, že HÁDES hodlá použít Sloup (Spire), vysílač z Dávného světa, který se tyčí nad hlavním městem Carjů jménem Meridian. Díky Sloupu bude schopný znovu aktivovat Farovy stroje a vyhladit tak veškerý život. HÁDES tak skutečně učiní a nadchází finální boj, v němž Aloy zabije Helise a pomáhá odrážet nájezdy strojů. Nakonec bodne Sylensův modifikovaný oštěp do HÁDOVA jádra, aktivuje univerzální ovladač a HÁDA tím vymaže. Farovy stroje se opět vypnou a lidé oslavují vítězství. V závěru hry se Aloy vydá do starého domu Dr. Sobeckové, kde nalezne její mrtvolu a truchlí pro ni.
V potitulkové scéně vychází najevo, že HÁDES nebyl zničen. Pomocí zařízení připomínající lampu jej Sylens zajme a vysvětlí, že jej hodlá vyslýchat; konkrétně chce zjistit původ onoho neznámého signálu, který způsobil HÁDOVO osamostatnění.

#### The Frozen Wilds
Aloy jednoho dne zaslechne zvěsti o nebezpečných nových strojích a o hoře chrlící dým. Vydá se proto tyto zvěsti prověřit do severské oblasti zvané Řez (The Cut), domova kočovného kmene Banuk. Zde zjistí, že se Banukové nedávno pokoušeli bojovat s tajemným Démonem (Daemon), který podněcuje místní stroje k agresi a sídlí na oné kouřící hoře, kterou zdejší nazývají Hromový buben (Thunder’s Drum). Útok vedl Aratak, náčelník největšího z místních klanů, a šamanka Ourea, ale celé tažení skončilo naprostým fiaskem a Ourea se poté odřízla od společnosti. Aloy začne po šamance pátrat a při cestě skutečně narazí na mimořádně nebezpečné agresivní stroje. Nakonec Oureu nalezne v opuštěném zařízení z Dávného světa, kde jí společnost dělá technologická entita zvaná Duch (Spirit). Aloy se s ním podaří navázat kontakt, ale Duch je varuje, že Démon blokuje jeho vysílání a vzápětí je vypnut. Aloy se s Oureou shodne, že je potřeba Ducha zachránit, ale Aratak jim zakáže vstup k Hromovému bubnu. Aloy proto dle Oureřiny rady vyzve Arataka, porazí jej a získá tak status náčelnice. Mimoto se dozví, že Aratak a Ourea jsou sourozenci.
Aloy, Ourea a Aratak zamíří k Hromovému bubnu. Proniknou do nitra hory, kde se nachází hlavní zařízení projektu Ohňovzdor (Project Firebreak), což je stavba z Dávného světa, v níž sídlí Duch. Zde Aloy objeví, že Duch je ve skutečnosti CYAN (zkratka pro Caldera of Yellowstone Analytic Nexus), vysoce pokročilá umělá inteligence navržená tak, aby zabránila erupci Yellowstonské kaldery. Jak cestují hlouběji do zařízení, zjišťují, že osamělá CYAN před pěti lety obdržela požadavek k připojení k síti a předpokládala, že se jednalo o vyspělé lidi, leč byla to lest zosnovaná Démonem, který hledal základnu pro své operace. Převzal kontrolu nad zařízením a uvěznil zde CYAN. Zároveň vychází najevo, že Démon je ve skutečnosti HEFAISTOS, jeden z GAYINÝCH osamostatněných podsystémů, jehož účelem bylo vyrábět terraformační stroje. Jelikož lidé loví jeho výtvory kvůli součástkám, úmyslně začal vyrábět smrtící stroje navržené k zabíjení.
Trojice si probije cestu do nitra zařízení, kde se nachází jádro CYAN. Ourea zde obětuje svůj život, aby osvobodila CYAN, která tak znovu získá kontrolu nad zařízením a přenese svůj systém do podpůrného datového centra, načež zahájí autodestrukci celého zařízení, aby zastavila HEFAISTA. Aloy a Aratak těsně uniknou. Aloy se poté vrátí do Oureřina útočiště, kde již vyčkává CYAN. Konstatuje, že HEFAISTOS neznámo kde stále žije, a dále poskytne dodatečné informace o Dávném světě. Aloy vzápětí Aratakovi vrátí titul náčelníka, pomůže zlikvidovat poslední vražedné stroje a opustí Řez.

## Vydání
V září roku 2014 unikl na internet koncepční nákres společně s kódovým označením hry: Horizon. Horizon Zero Dawn byl oficiálně oznámen při tiskové konferenci společnosti Sony na akci E3 roku 2015. Na E3 roku 2016 mělo Sony cosplay v životní velikosti jednoho ze strojů ze hry, který vítal účastníky veletrhu. Hra měla být původně vydána už v roce 2016, ovšem datum vydání se kvůli finálním vylepšením posunulo na únor 2017. Do výroby byla uvedena koncem ledna 2017, a nakonec vydána pro PlayStation 4 28. února 2017 v Severní Americe, 1. března v Evropě, Austrálii a na Novém Zélandu a 2. března v Asii. Horizon Zero Dawn je dopředně kompatibilní s PS4 Pro, což umožňuje chod v rozlišení 4K. V dubnu 2017 zveřejnila nizozemská veřejná televize dokument o tvorbě hry. Nová hra plus, ultra těžká obtížnost, nové trofeje a estetické prvky byly přidány v patchy z července 2017. Příběhové rozšíření, The Frozen Wilds, bylo vydáno dne 7. listopadu 2017. Plná edice hry, tzv. The Complete Edition, která obsahuje jak základní hru, tak i rozšíření The Frozen Wilds a všechen dodatečný obsah, byla vydána 5. prosince 2017 na PlayStation 4 a 7. srpna 2020 na Microsoft Windows prostřednictvím platforem Steam a GOG. Deskovou hru na motivy původní videohry vytvořila společnost Steamforged Games.

## Pokračování
V červnu roku 2020 oznámila společnost Guerrilla Games pokračování zvané Horizon Forbidden West. Vydáno bylo dne 18. února 2022. V únoru 2022 byl oznámen spin-off s názvem Horizon Call of the Mountain a vydán 22. února 2023. V prosinci 2022 byl oznámen další spin-off zaměřený na multiplayer.

## Adaptace
Franšíza Horizon zahrnuje kromě originálních videoher také merch a různé adaptace, jako jsou komiksy, stolní hra a seriál.

### Komiksová série
Prvním dílem komiksové série je Horizon Zero Dawn Vol. 1: The Sunhawk z roku 2020. Komiks se odehrává mezi událostmi her Zero Dawn a Forbidden West. Druhý komiks, zvaný Horizon Zero Dawn Vol. 2: Liberation, byl vydán roku 2022. Odehrává se během událostí první hry.

### Stolní hra
Oficiální licencovaná stolní hra byla vydána v roce 2020. Vytvořila ji společnost SteamForge a dějově se odehrává hned po Horizon: Zero Dawn.

### Seriál
V květnu 2022 bylo oznámeno, že Netflix vyvíjí seriálovou adaptaci hry, přičemž tvůrcem je Steve Blackman. Aloy má být jednou z hlavních postav.